# Gouvernement Van den Brande IV
Le gouvernement Van den Brande IV est un gouvernement flamand bipartite composé de socialistes et de démocrates-chrétiens.
Ce gouvernement fonctionne, à la suite des élections régionales de 1995, du 20 juin 1995 au 13 juillet 1999 en remplacement du gouvernement Van den Brande III.

## Composition
| Fonction | Titulaire | Titulaire                                                               | Parti |
| --- | --------- | ----------------------------------------------------------------------- | ----- |
| Ministre-président du Gouvernement flamand, ministre de la Politique extérieure, des Affaires européennes, des Sciences et de la Technologie     |           | Luc Van den Brande                                                      | CVP   |
| Ministre vice-président, ministre de l’Enseignement et de la Fonction publique le 28 septembre 1998 est retirée fonction de : vice-Président     |           | Luc Van den Bossche remplacé le 28 septembre 1998 par : Eddy Baldewijns | SP    |
| Ministre des Travaux publics, des Transports et de l’Aménagement du territoire y est ajouté le 28 septembre 1998 : la fonction de Vice-président |           | Eddy Baldewijns remplacé le 28 septembre 1998 par : Steve Stevaert      | SP    |
| Ministre de l’Environnement et de l’Emploi |           | Theo Kelchtermans                                                       | CVP   |
| Ministre des Finances, du Budget et de Santé |           | Wivina Demeester-De Meyer                                               | CVP   |
| Ministre de l'Intérieur, de l'Urbanisme et du Logement                                                                                           |           | Leo Peeters                                                             | SP    |
| Ministre du Bien-être, de la Famille et de la Culture                                                                                            |           | Luc Martens                                                             | CVP   |
| Ministre de l’Économie, des PME, de l’Agriculture et des Médias                                                                                  |           | Eric Van Rompuy                                                         | CVP   |
| Ministre des Affaires bruxelloises et de l’Égalité des chances                                                                                   |           | Anne Van Asbroeck démissionne le 22 septembre 1997                      | SP    |
| Ministre des Affaires bruxelloises et de l’Égalité des chances                                                                                   |           | à partir du 22 septembre 1997: Brigitte Grouwels                        | CVP   |